# 대한민국의 보물 (2020년대 전반)

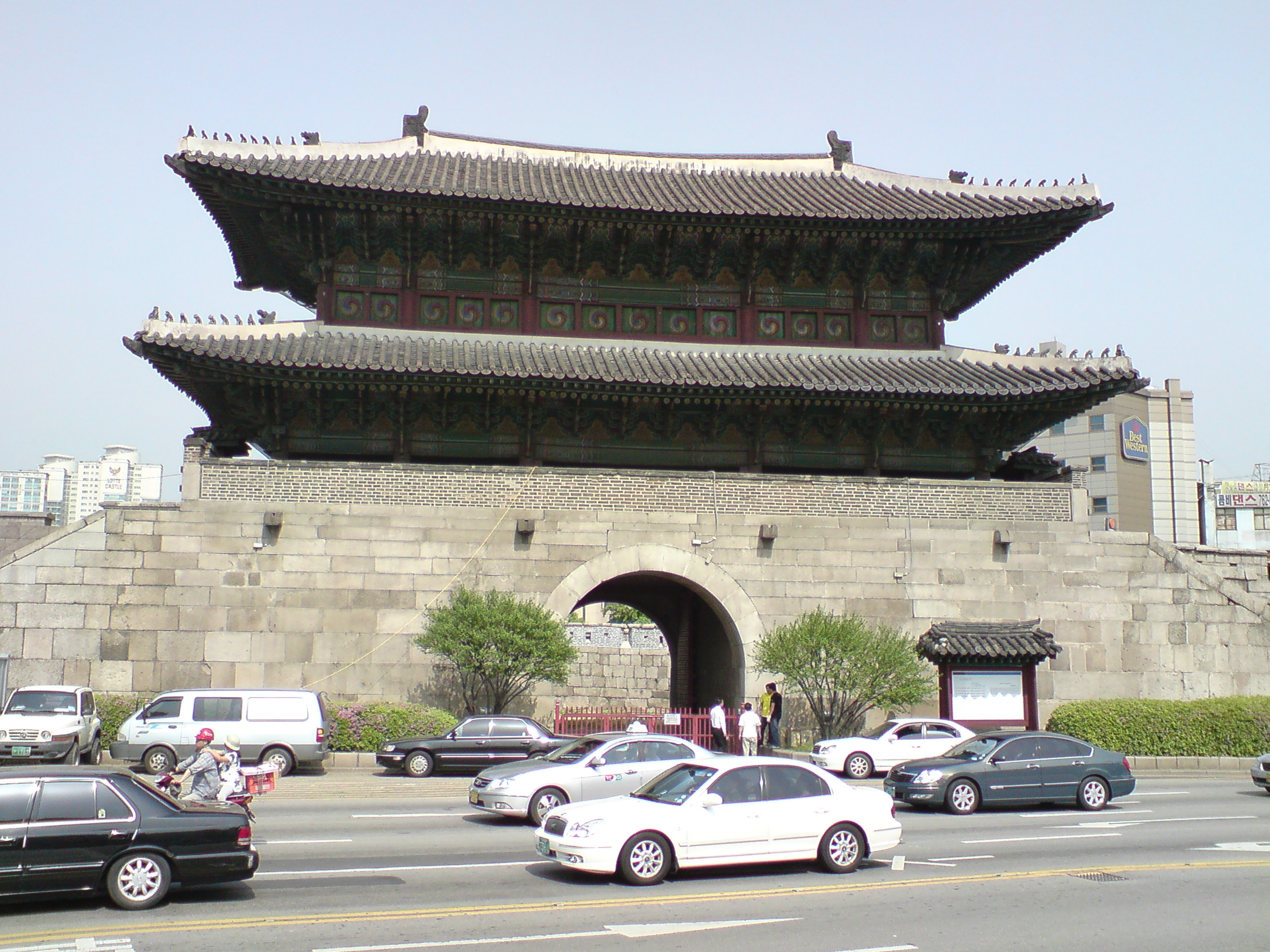
보물 제1호 흥인지문

대한민국의 보물(大韓民國 寶物)은 목조 건축물, 석조 건축물, 전적류, 서적류, 고문서, 회화, 조각류, 공예품, 고고자료, 무구(巫具) 등 대한민국의 유형문화유산(구. 유형문화재) 가운데 중요한 것을 국가에서 지정한 것이다. 국보와 보물의 중요성과 가치 우열을 가리기는 어렵지만, 국보가 그 분야, 그 시대를 대표하는 유일무이한 것이라면 보물은 그와 유사한 유산으로서 대한민국 문화를 대표하는 유물이라고 할 수 있다.

## 지정 목록

### 2020년 지정
| 번호     | 사진               | 명칭 | 소재지                                                                               | 관리자 (단체)                          | 지정일                | 참조 |
| 1219-4호 |                    | 대방광원각수다라요의경(언해) 권상1의2 (大方廣圓覺脩多羅了義經(諺解) 卷上一之二)                                                                 | 서울 동대문구                                                                        | 세종대왕기념사업회                     | 2020년 12월 22일 지정 |      |
| 2056호   |                    | 대불정여래밀인수증요의제보살만행수능엄경 권1～2 (大佛頂如來密因修證了義諸菩薩萬行首楞嚴經卷一～二)                                              | 경기 고양시 일산동구 동국로 137-48                                                   | 대한불교조계종 원각사                  | 2020년 1월 6일 지정   | ,    |
| 2057호   |                    | 지리전서동림조담 (地理全書洞林照膽) | 서울 서초구 반포동                                                                   | 조＊＊＊                               | 2020년 1월 6일 지정   | ,    |
| 2058호   |                    | 백자 청화매조죽문 항아리 (白磁靑畵梅鳥竹文壺)                                                                                                   | 서울 서대문구 이화로 52 이화여대박물관                                               | 이화여자대학교(이화여자대학교 박물관)  | 2020년 1월 6일 지정   | ,    |
| 2059호   |                    | 부산 복천동 11호분 출토 도기 거북장식 원통형 기대 및 단경호 (釜山福泉洞十一號墳出土陶器龜裝飾 圓筒形 器臺 및 短頸壺)                            | 경남 김해시 가야의길 190 (구산동, 국립김해박물관)                                    | 국유(국립김해박물관)                   | 2020년 2월 27일 지정  | ,    |
| 2060호   |                    | 부여 무량사 오층석탑 출토 금동불상 일괄 (扶餘 無量寺 五層石塔 出土 金銅佛像 一括)                                                               | 서울 종로구 우정국로 55, 불교중앙박물관                                              | 대한불교조계종 무량사 (불교중앙박물관) | 2020년 2월 27일 지정  | ,    |
| 2061호   |                    | 관북여지도 (關北輿地圖) | 부산 서구 구덕로 225, 동아대학교 석당박물관                                          | 동아대학교 (동아대학교 석당박물관)     | 2020년 2월 27일 지정  | ,    |
| 2062호   |                    | 최광지 홍패 (崔匡之 紅牌) | 전북 부안군 부안읍                                                                   | 전주최씨송애공파 종중                  | 2020년 4월 23일 지정  | ,    |
| 2063호   |                    | 육조대사법보단경 (六祖大師法寶壇經) | 경남 사천시 백천길 331 백천사                                                        | 백천사                                 | 2020년 4월 23일 지정  | ,    |
| 2064호   |                    | 백자 항아리 (白磁 大壺) | 부산 남구 유엔평화로 63 부산박물관                                                   | 부산광역시 (부산박물관)                | 2020년 4월 23일 지정  | ,    |
| 2065호   | 고창 선운사 만세루 | 고창 선운사 만세루 (高敞 禪雲寺 萬歲樓) | 전라북도 고창군 선운사로 250 (아산면)                                                | 선운사                                 | 2020년 6월 1일 지정   |      |
| 2066호   |                    | 장성 백양사 목조아미타여래좌상 (長城 白羊寺 木造阿彌陀如來坐像)                                                                                 | 전라남도 장성군 백양로 1239 (북하면, 백양사)                                         | 전라남도 장성군 백양사                 | 2020년 6월 23일 지정  |      |
| 2067호   |                    | 상주 남장사 관음선원 목조관음보살좌상 (尙州 南長寺 觀音禪院 木造觀音菩薩坐像)                                                                   | 경상북도 상주시 남장1길 303 (남장동)                                                 | 경상북도 상주시 남장사                 | 2020년 6월 23일지정   |      |
| 2068호   | 안동 봉황사 대웅전 | 안동 봉황사 대웅전 (安東 鳳凰寺 大雄殿) | 경상북도 안동시 봉황사길 152 (임동면)                                                | 경상북도 안동시 봉황사                 | 2020년 6월 25일 지정  |      |
| 2069호   |                    | 영양 현리 오층모전석탑 (英陽 縣里 五層模塼石塔)                                                                                                 | 경상북도 영양군 영양읍 현리 464                                                      | 영양군                                 | 2020년 7월 27일지정   |      |
| 2070호   |                    | 장용영 본영도형 일괄 (壯勇營 本營圖形 一括) | 경기도 성남시                                                                        | 한＊＊＊                               | 2020년 8월 27일지정   |      |
| 2071호   |                    | 경주 남산 장창곡 석조미륵여래삼존상 (慶州 南山 長倉谷 石造彌勒如來三尊像)                                                                       | 경상북도 경주시 일정로 186 (인왕동, 국립경주박물관)                                  | 국립경주박물관                         | 2020년 8월 27일지정   |      |
| 2072호   |                    | 합천 해인사 원당암 목조아미타여래삼존상 및 복장유물 (陜川 海印寺 願堂庵 木造阿彌陀如來三尊像 및 腹藏遺物)                                       | 경상남도 합천군 해인사길 122 (가야면, 사찰)                                          | 해인사 원당암                          | 2020년 8월 27일 지정  |      |
| 2073호   |                    | 합천 해인사 원당암 목조아미타여래삼존상 복장전적-대방광불화엄경 진본 (陜川 海印寺 願堂庵 木造阿彌陀如來三尊像 腹藏典籍-大方廣佛華嚴經 晋本)     | 경상남도 합천군 해인사길 122 (가야면, 사찰)                                          | 해인사 원당암                          | 2020년 8월 27일 지정  |      |
| 2074호   |                    | 합천 해인사 원당암 목조아미타여래삼존상 복장전적-대방광불화엄경 정원본 (陜川 海印寺 願堂庵 木造阿彌陀如來三尊像 腹藏典籍-大方廣佛華嚴經 貞元本) | 경상남도 합천군 해인사길 122 (가야면, 사찰)                                          | 해인사 원당암                          | 2020년 8월 27일 지정  |      |
| 2075호   |                    | 합천 해인사 원당암 목조아미타여래삼존상 복장전적-제다라니 (陜川 海印寺 願堂庵 木造阿彌陀如來三尊像 腹藏典籍-諸陀羅尼)                           | 경상남도 합천군 해인사길 122 (가야면, 사찰)                                          | 해인사 원당암                          | 2020년 8월 27일 지정  |      |
| 2076호   |                    | 공주 갑사 소조석가여래삼불좌상ㆍ사보살입상 및 복장유물 (公州 甲寺 塑造釋迦如來三佛坐像ㆍ四菩薩立像 및 腹藏遺物)                                 | 충청남도 공주시 갑사로 567-3 (계룡면)                                                | 갑사                                   | 2020년 8월 27일 지정  |      |
| 2077호   |                    | 공주 갑사 소조석가여래삼불좌상ㆍ사보살입상 복장전적 (公州 甲寺 塑造釋迦如來三佛坐像ㆍ四菩薩立像 腹藏典籍)                                       | 서울특별시 종로구                                                                    | 불＊＊＊                               | 2020년 8월 27일 지정  |      |
| 2078호   |                    | 의성 고운사 연수전 (義城 孤雲寺 延壽殿) | 경상북도 의성군 고운사길 415 (단촌면)                                                | 고운사                                 | 2020년 8월 31일 지정  |      |
| 2079호   |                    | 간이벽온방(언해) (簡易辟瘟方(諺解)) | 서울특별시 용산구                                                                    | 국＊＊＊                               | 2020년 10월 21일 지정 |      |
| 2080호   |                    | 신구공신상회제명지도 병풍 (新舊功臣相會題名之圖 屛風)                                                                                           | 부산광역시 서구                                                                      | 동＊＊＊                               | 2020년 10월 21일 지정 |      |
| 2081호   |                    | 김해 대성동 76호분 출토 목걸이 (金海 大成洞 七十六號墳 出土 頸飾)                                                                               | 경상남도 김해시                                                                      | 국＊＊＊                               | 2020년 10월 21일 지정 |      |
| 2082호   |                    | 김해 양동리 270호분 출토 수정목걸이 (金海 良洞里 二百七十號墳 出土 水晶頸飾))                                                                   | 경상남도 김해시                                                                      | 국＊＊＊                               | 2020년 10월 21일 지정 |      |
| 2083호   |                    | 김해 양동리 322호분 출토 목걸이 (金海 良洞里 三百二十二號墳 出土 頸飾)                                                                          | 부산광역시 부산진구                                                                  | 국＊＊＊                               | 2020년 10월 21일 지정 |      |
| 2084호   |                    | 경진년 연행도첩 (庚辰年 燕行圖帖) | 서울특별시 서대문구                                                                  | 명＊＊＊                               | 2020년 12월 22일지정  |      |
| 2085호   |                    | 말모이 원고 (말모이 原稿) | 서울특별시 용산구 서빙고로 139 (용산동6가, 국립한글박물관)                           | 국립한글박물관                         | 2020년 12월 22일 지정 |      |
| 2086호   |                    | 조선말 큰사전 (朝鮮말 큰사전 原稿) | 충청남도 천안시 동남구 독립기념관로 1 (목천읍, 독립기념관) (사)한글학회,동숭학술재단 | 독립기념관                             | 2020년 12월 22일 지정 |      |
| 2087호   |                    | 효의왕후 어필 및 함-만석군전ㆍ곽자의전 (孝懿王后 御筆 및 函-萬石君傳ㆍ郭子儀傳)                                                                 | 서울특별시 용산구                                                                    | 국＊＊＊                               | 2020년 12월 22일 지정 |      |
| 2088호   |                    | 강릉향교 명륜당 (江陵鄕校 明倫堂) | 강원특별자치도 강릉시 명륜로 29 (교동, 강릉향교)                                     | 강릉향교                               | 2020년 12월 28일 지정 |      |
| 2089호   |                    | 강릉향교 동무‧서무‧전랑 (江陵鄕校 東廡‧西廡‧前廊)                                                                                               | 강원특별자치도 강릉시 명륜로 29 (교동, 강릉향교)                                     | 강릉향교                               | 2020년 12월 28일지정  |      |
| 2090호   | 水原郷校           | 수원향교 대성전 (水原鄕校 大成殿) | 경기도 수원시 팔달구 향교로 107-9 (교동, 수원향교)                                   | 수원향교                               | 2020년 12월 28일 지정 |      |
| 2091호   |                    | 안성향교 대성전 (安城鄕校 大成殿) | 경기도 안성시 명륜동 118 안성향교                                                    | 안성향교                               | 2020년 12월 28일 지정 |      |
| 2092호   |                    | 안성향교 풍화루 (安城鄕校 風化樓) | 경기도 안성시 명륜동 118 안성향교                                                    | 안성향교                               | 2020년 12월 28일 지정 |      |
| 2093호   |                    | 산청 단성향교 명륜당 (山淸 丹城鄕校 明倫堂) | 경상남도 산청군 교동길 13-15 (단성면, 단성향교)                                      | 단성향교                               | 2020년 12월 28일 지정 |      |
| 2094호   |                    | 밀양향교 대성전 (密陽鄕校 大成殿) | 경상남도 밀양시 밀양향교3길 19 (교동)                                                | 밀양향교                               | 2020년 12월 28일지정  |      |
| 2095호   | 밀양향교(명륜당)   | 밀양향교 명륜당 (密陽鄕校 明倫堂) | 경상남도 밀양시 밀양향교3길 19 (교동)                                                | 밀양향교                               | 2020년 12월 28일 지정 |      |
| 2096호   | 상주향교 대성전    | 상주향교 대성전‧동무‧서무 (尙州鄕校 大成殿‧東廡‧西廡)                                                                                           | 경상북도 상주시 신봉2길 111 (신봉동)                                                 | 상주향교                               | 2020년 12월 28일 지정 |      |
| 2097호   |                    | 경주향교 명륜당 (慶州鄕校 明倫堂) | 경상북도 경주시 교촌안길 27-20 (교동, 경주향교)                                      | 경주향교                               | 2020년 12월 28일 지정 |      |
| 2098호   |                    | 경주향교 동무‧서무‧신삼문 (慶州鄕校 東廡‧西廡‧神三門)                                                                                           | 경상북도 경주시 교촌안길 27-20 (교동, 경주향교)                                      | 경주향교                               | 2020년 12월 28일 지정 |      |
| 2099호   |                    | 담양 창평향교 대성전 (潭陽 昌平鄕校 大成殿) | 전라남도 담양군 교촌길 43-11 (고서면)                                                | 창평향교                               | 2020년 12월 28일 지정 |      |
| 2100호   |                    | 담양 창평향교 명륜당 (潭陽 昌平鄕校 明倫堂)} | 전라남도 담양군 교촌길 43-11 (고서면)                                                | 창평향교                               | 2020년 12월 28일 지정 |      |
| 2101호   |                    | 순천향교 대성전 (順天鄕校 大成殿) | 순천시 향교길 60 (금곡동, 순천향교)                                                  | 순천향교                               | 2020년 12월 28일 지정 |      |
| 2102호   |                    | 구미 금오서원 정학당 (龜尾 金烏書院 正學堂) | 경상북도 구미시 유학길 593-31 (선산읍, 금오서원)                                     | 금오서원                               | 2020년 12월 28일 지정 |      |
| 2103호   |                    | 구미 금오서원 상현묘 (龜尾 金烏書院 尙賢廟) | 경상북도 구미시 유학길 593-31 (선산읍, 금오서원)                                     | 금오서원                               | 2020년 12월 28일 지정 |      |
| 2104호   |                    | 안동 병산서원 만대루 (安東 屛山書院 晩對樓) | 경상북도 안동시 병산길 386 (풍천면, 병산서원)                                        | 안동시                                 | 2020년 12월 28일 지정 |      |
| 2105호   |                    | 안동 도산서원 도산서당 (安東 陶山書院 陶山書堂)                                                                                                 | 경상북도 안동시 도산서원길 154 (도산면, 도산서원)                                    | 안동시                                 | 2020년 12월 28일 지정 |      |
| 2106호   |                    | 안동 도산서원 농운정사 (安東 陶山書院 隴雲精舍)                                                                                                 | 경상북도 안동시 도산서원길 154 (도산면, 도산서원)                                    | 안동시                                 | 2020년 12월 28일 지정 |      |
| 2107호   |                    | 옥천 이지당 (沃川 二止堂) | 충청북도 옥천군 이백6길 126 (군북면, 문화재(옥천이지당))                             | 이지당계                               | 2020년 12월 28일 지정 |      |

### 2021년 지정
2021년부터 문화재 일련번호가 폐지됨에 따라, 보물 제2142호가 마지막 일련번호가 되었다.
| 번호     | 사진 | 명칭 | 소재지                | 관리자 (단체)               | 지정일                | 참조  |
| 1165-2호 |      | 예념미타도량참법 권1∼5 (禮念彌陀道場懺法 卷一∼五)                                                                 | 부산광역시 기장군     | 대한불교조계종 고불사       | 2021년 8월 24일 지정  |       |
| 2108호   |      | 문경 봉암사 마애미륵여래좌상 (聞慶 鳳巖寺 磨崖彌勒如來坐像)                                                       | 경상북도 문경시       | 봉＊＊＊                    | 2021년 1월 5일 지정   |       |
| 2109호   |      | ‘미륵원’명 청동북 (‘彌勒院’銘 金鼓)                                                                               | 경상남도 함양군       | 대＊＊＊                    | 2021년 1월 5일 지정   |       |
| 2110호   |      | 고성 옥천사 영산회 괘불도 및 함 (固城 玉泉寺 靈山會 掛佛圖 및 函)                                                 | 경상남도 고성군       | 옥＊＊＊                    | 2021년 1월 5일지정    |       |
| 2111호   |      | 선원제전집도서 목판 (禪源諸詮集都序 木板)                                                                         | 경상남도 하동군       | 대***                       | 2021년 2월 17일지정   |       |
| 2112호   |      | 원돈성불론ㆍ간화결의론 합각 목판 (圓頓成佛論ㆍ看話決疑論 合刻 木板)                                               | 경상남도 하동군       | 대***                       | 2021년 2월 17일지정   |       |
| 2113호   |      | 대방광원각수다라요의경 목판 (大方廣圓覺修多羅了義經 木板)                                                         | 경상남도 하동군       | 대***                       | 2021년 2월 17일지정   |       |
| 2114호   |      | 고려사 (高麗史)                                                                                                   | 서울특별시 관악구     | 서***                       | 2021년 2월 17일지정   | , , [ |
| 2115호   |      | 고려사 (高麗史)                                                                                                   | 서울특별시 관악구     | 서***                       | 2021년 2월 17일지정   | ,     |
| 2116호   |      | 상주 남장사 영산회 괘불도 및 복장유물 (尙州 南長寺 靈山會 掛佛圖 및 腹藏遺物)                                     | 경상북도 김천시       | 직***                       | 2021년 2월 17일지정   |       |
| 2117호   |      | 구미 대둔사 경장 (龜尾 大芚寺 經欌)                                                                               | 경상북도 구미시       | 대***                       | 2021년 2월 17일지정   |       |
| 2118호   |      | 지정조격 권1∼12, 23∼34 (至正條格 卷一∼十二, 二十三∼三十四)                                                        | 경기도 성남시         | 한***                       | 2021년 2월 17일지정   |       |
| 2119호   |      | 세종 비암사 극락보전 (世宗 碑岩寺 極樂寶殿)                                                                       | 세종특별자치시 전의면 | 비암사                      | 2021년 2월 23일 지정  |       |
| 2120호   |      | 공주 갑사 대웅전 (公州 甲寺 大雄殿)                                                                               | 충청남도 공주시       | 갑사                        | 2021년 3월 25일 지정  |       |
| 2121호   |      | 의성 대곡사 범종루 (義城 大谷寺 梵鐘樓)                                                                           | 경상북도 의성군       | 대곡사                      | 2021년 3월 25일 지정  |       |
| 2122호   |      | 순천 팔마비 (順天 八馬碑)                                                                                         | 전라남도 순천시       | 순천시                      | 2021년 3월 25일 지정  |       |
| 2123호   |      | 장성 백양사 아미타여래설법도 및 복장유물 (長城 白羊寺 阿彌陀如來說法圖 및 腹藏遺物)                               | 전라남도 영광군       | 불갑사성보박물관            | 2021년 4월 21일 지정  |       |
| 2124호   |      | 고창 봉덕리 1호분 출토 금동신발 (高敞 鳳德里 一號墳 出土 金銅飾履)                                                | 전라북도 전주시       | 국립전주박물관              | 2021년 4월 21일 지정  |       |
| 2125호   |      | 나주 정촌고분 출토 금동신발 (羅州 丁村古墳 出土 金銅飾履)                                                         | 전라남도 나주시       | 국립나주문화재연구소        | 2021년 4월 21일 지정  |       |
| 2126호   |      | 완주 송광사 목조석가여래삼존좌상 및 소조십육나한상 일괄 (完州 松廣寺 木造釋迦如來三尊坐像 및 塑造十六羅漢像 一括) | 전라북도 완주군       | 대＊＊＊                    | 2021년 6월 23일 지정  |       |
| 2127호   |      | 울진 불영사 불연 (蔚珍 佛影寺 佛輦)                                                                               | 경상북도 울진군       | 대＊＊＊                    | 2021년 6월 23일 지정  |       |
| 2128호   |      | 송시열 초상 (宋時烈 肖像)                                                                                         | 충청북도 제천시       | 안＊＊＊                    | 2021년 6월 23일 지정  |       |
| 2129호   |      | 무주 한풍루 (茂朱 寒風樓)                                                                                         | 전라북도 무주군       | 무주군                      | 2021년 6월 24일 지정  |       |
| 2130호   |      | 양주 회암사지 사리탑 (楊州 檜岩寺址 舍利塔)                                                                       | 경기도 양주시         | 양주시                      | 2021년 6월 24일 지정  |       |
| 2131호   |      | 칠곡 송림사 대웅전 (漆谷 松林寺 大雄殿)                                                                           | 경상북도 칠곡군       | 송림사                      | 2021년 7월 21일 지정  |       |
| 2132호   |      | 대구 동화사 극락전 (大邱 桐華寺 極樂殿)                                                                           | 대구광역시 동구       | 동화사                      | 2021년 7월 21일 지정  |       |
| 2133호   |      | 대구 동화사 수마제전 (大邱 桐華寺 須摩提殿)                                                                       | 대구광역시 동구       | 동화사                      | 2021년 7월 21일 지정  |       |
| 2134호   |      | 수운잡방 (需雲雜方)                                                                                               | 경상북도 안동시       | 김＊＊＊                    | 2021년 8월 24일 지정  |       |
| 2135호   |      | 서울 영국사지 출토 의식공양구 일괄 (서울 寧國寺址 出土 儀式供養具 一括)                                           | 서울특별시 송파구     | 한성백제박물관              | 2021년 8월 24일 지정  |       |
| 2136호   |      | 광주 덕림사 목조지장보살삼존상 및 시왕상 일괄 (光州 德林寺 木造地藏菩薩三尊像 및 十王像 一括)                     | 광주광역시 남구       | 대한불교조계종 덕림사       | 2021년 10월 25일 지정 |       |
| 2137호   |      | 고흥 능가사 목조석가여래삼존상 및 십육나한상 일괄 (高興 楞伽寺 木造釋迦如來三尊像 및 十六羅漢像 一括)             | 전라남도 고흥군       | 대한불교조계종 능가사       | 2021년 10월 25일 지정 |       |
| 2138호   |      | 김해 은하사 목조지장보살삼존상 및 시왕상 일괄 (金海 銀河寺 木造地藏菩薩三尊像 및 十王像 一括)                     | 경상남도 김해시       | 대한불교조계종 은하사       | 2021년 10월 25일 지정 |       |
| 2139호   |      | 구례 화엄사 목조석가여래삼불좌상 및 사보살입상 (求禮 華嚴寺 木造釋迦如來三佛坐像 및 四菩薩立像)                   | 전라남도 구례군       | 대한불교조계종 화엄사       | 2021년 10월 25일 지정 |       |
| 2140호   |      | 데니 태극기 (데니 太極旗)                                                                                         | 서울특별시 용산구     | 국립중앙박물관              | 2021년 10월 25일 지정 |       |
| 2141호   |      | 김구 서명문 태극기 (金九 書名文 太極旗)                                                                           | 충청남도 천안시       | 독립기념관                  | 2021년 10월 25일 지정 |       |
| 2142호   |      | 서울 진관사 태극기 (서울 津寬寺 太極旗)                                                                           | 서울특별시 은평구     | 대한불교조계종 진관사       | 2021년 10월 25일 지정 |       |
| -        |      | 경주 분황사 당간지주 (慶州 芬皇寺 幢竿支柱)                                                                       | 경상북도 경주시       | 경주시                      | 2021년 11월 26일 지정 |       |
| -        |      | 무예제보 (武藝諸譜)                                                                                               | 경기도 수원시         | 수원화성박물관              | 2021년 12월 22일 지정 |       |
| -        |      | 대승기신론소 권하 (大乘起信論疏 卷下)                                                                             | 대구광역시 달성군     | 대한불교조계종 용문사       | 2021년 12월 22일 지정 |       |
| -        |      | 초조본 아비달마대비바사론 권175 (初雕本 阿毗達磨大毗婆沙論 卷一百七十五)                                          | 서울특별시 중랑구     | 대한불교조계종 법장사       | 2021년 12월 22일 지정 |       |
| -        |      | 강진 무위사 감역교지 (康津 無爲寺 減役敎旨)                                                                       | 전라북도 진안군       | 대한불교조계종 금당사       | 2021년 12월 22일 지정 |       |
| -        |      | 강릉 보현사 목조문수보살좌상 (江陵 普賢寺 木造文殊菩薩坐像)                                                       | 강원특별자치도 강릉시 | 대한불교조계종 보현사       | 2021년 12월 22일 지정 |       |
| -        |      | 울산 신흥사 석조아미타여래좌상 (蔚山 新興寺 石造阿彌陀如來坐像)                                                   | 울산광역시 북구       | 대한불교조계종 신흥사       | 2021년 12월 22일 지정 |       |
| -        |      | 서울 흥천사 비로자나불 삼신괘불도 (서울 興天寺 毘盧遮那佛 三身掛佛圖)                                             | 서울특별시 성북구     | 대한불교조계종 흥천사       | 2021년 12월 22일 지정 |       |
| -        |      | 종친부 경근당과 옥첩당 (宗親府 敬近堂과 玉牒堂)                                                                   | 서울특별시 종로구     | 문화재청                    | 2021년 12월 28일 지정 |       |
| -        |      | 대구 경상감영 선화당 (大邱 慶尙監營 宣化堂)                                                                       | 대구광역시 중구       | 대구광역시 중구청           | 2021년 12월 28일 지정 |       |
| -        |      | 남한산성 수어장대 (南漢山城 守禦將臺)                                                                             | 경기도 광주시         | 경기도 남한산성세계유산센터 | 2021년 12월 28일 지정 |       |
| -        |      | 남한산성 연무관 (南漢山城 演武館)                                                                                 | 경기도 광주시         | 경기도 남한산성세계유산센터 | 2021년 12월 28일 지정 |       |
| -        |      | 안성 객사 정청 (安城 客舍 正廳)                                                                                   | 경기도 안성시         | 안성시                      | 2021년 12월 28일 지정 |       |
| -        |      | 강릉 칠사당 (江陵 七事堂)                                                                                         | 강원특별자치도 강릉시 | 강릉시                      | 2021년 12월 28일 지정 |       |
| -        |      | 원주 강원감영 선화당 (原州 江原監營 宣化堂)                                                                       | 강원특별자치도 원주시 | 원주시                      | 2021년 12월 28일 지정 |       |
| -        |      | 거제 기성관 (巨濟 岐城館)                                                                                         | 경상남도 거제시       | 거제시                      | 2021년 12월 28일 지정 |       |

### 2022년 지정
| 사진 | 명칭                                                        | 소재지                | 관리자 (단체)         | 지정일                | 참조 |
|      | 앙부일구(2022-1)                                            | 서울특별시 종로구     |                       | 2022년 2월 22일 지정  |      |
|      | 앙부일구(2022-2)                                            | 서울특별시 용산구     |                       | 2022년 2월 22일 지정  |      |
|      | 앙부일구(2022-3)                                            | 서울특별시 성북구     |                       | 2022년 2월 22일 지정  |      |
|      | 경주 분황사 금동약사여래입상 (慶州 芬皇寺 金銅藥師如來立像) | 경상북도 경주시       | 대한불교조계종 분황사 | 2022년 2월 22일 지정  |      |
|      | 달마대사관심론                                              | 서울특별시 성북구     |                       | 2022년 2월 22일 지정  |      |
|      | 청구영언                                                    | 국립한글박물관        |                       | 2022년 4월 26일 지정  |      |
|      | 서울 조계사 목조여래좌상                                    | 서울특별시 성북구     |                       | 2022년 4월 26일 지정  |      |
|      | 청자 사자형뚜껑 향로                                        | 서울특별시 성북구     |                       | 2022년 4월 26일 지정  |      |
|      | 경국대전 권1~3                                              | 서울특별시 성북구     |                       | 2022년 4월 26일 지정  |      |
|      | 경국대전 권4~6                                              | 서울특별시 성북구     |                       | 2022년 4월 26일 지정  |      |
|      | 춘추경좌씨전구해 권1∼9, 20∼29, 40∼70                        | 서울특별시 종로구     | 성균관대학교          | 2022년 4월 26일 지정  |      |
|      | 신ㆍ구법천문도 병풍                                         | 전북특별자치도 전주시 | 국유                  | 2022년 6월 23일 지정  |      |
|      | 정조 한글어찰첩                                             | 서울특별시 용산구     | 국유                  | 2022년 6월 23일 지정  |      |
|      | 경주 옥산서원 무변루                                        | 경상북도 경주시       | 옥산서원              | 2022년 7월 29일 지정  |      |
|      | 장조 태봉도                                                 | 경기도 성남시         | 국유                  | 2022년 8월 26일 지정  |      |
|      | 순조 태봉도                                                 | 경기도 성남시         | 국유                  | 2022년 8월 26일 지정  |      |
|      | 헌종 태봉도                                                 | 경기도 성남시         | 국유                  | 2022년 8월 26일 지정  |      |
|      | 건칠보살좌상                                                | 서울특별시 용산구     | 국유                  | 2022년 8월 26일 지정  |      |
|      | 금동아미타여래삼존상 및 복장유물                            | 서울특별시 용산구     | 국유                  | 2022년 8월 26일 지정  |      |
|      | 영천 인종대왕 태실                                          | 경상북도 영천시       | 영천시                | 2022년 8월 26일 지정  |      |
|      | 법화현론 권3~4                                              | 대구광역시 남구       | 봉＊＊＊              | 2022년 10월 26일 지정 |      |
|      | 함안 말이산 45호분 출토 상형도기 일괄                       | 경상남도 함안군       | 국유                  | 2022년 10월 26일 지정 |      |
|      | 속초 신흥사 영산회상도                                      | 강원특별자치도 속초시 | 대한불교조계종 신흥사 | 2022년 10월 26일 지정 |      |
|      | 봉화 청암정                                                 | 경상북도 봉화군       | 안동권씨충정공파문중  | 2022년 10월 31일 지정 |      |
|      | 영주 부석사 안양루                                          | 경상북도 영주시       | 부석사                | 2022년 10월 31일 지정 |      |
|      | 영주 부석사 범종각                                          | 경상북도 영주시       | 부석사                | 2022년 10월 31일 지정 |      |
|      | 남한산성 숭렬전                                             | 경기도 광주시         | 경기도                | 2022년 11월 25일 지정 |      |
|      | 영월 창절사                                                 | 강원특별자치도 영월군 | (사)창절서원          | 2022년 11월 25일 지정 |      |
|      | 영동 세천재                                                 | 충청북도 영동군       | 충주박씨선무랑공문중  | 2022년 11월 25일 지정 |      |
|      | 고흥 여산송씨 쌍충 정려각                                   | 전라남도 고흥군       | 여산송씨재동파종중    | 2022년 11월 25일 지정 |      |
|      | 강진 해남윤씨 추원당                                        | 전라남도 강진군       | 해남윤씨덕정동종중    | 2022년 11월 25일 지정 |      |
|      | 강진 해남윤씨 영모당                                        | 전라남도 강진군       | 해남윤씨제각          | 2022년 11월 25일 지정 |      |
|      | 전주 조경묘 정묘                                            | 전북특별자치도 전주시 | 국가유산청            | 2022년 11월 25일 지정 |      |
|      | 포항 상달암                                                 | 경상북도 포항시       | 경주손씨대종회        | 2022년 11월 25일 지정 |      |
|      | 김제 내아                                                   | 전북특별자치도 김제시 | 김제시                | 2022년 11월 25일 지정 |      |
|      | 경주 (전)염불사지 동·서 삼층석탑                            | 경상북도 경주시       | 경주시                | 2022년 11월 25일 지정 |      |
|      | 손소 적개공신교서                                           | 경기도 성남시         | 손＊＊＊              | 2022년 12월 27일 지정 |      |
|      | 사시찬요                                                    | 경상북도 예천군       | 김＊＊＊              | 2022년 12월 27일 지정 |      |
|      | 대방광불화엄경소 권88                                       | 부산광역시 서구       | 동아대학교            | 2022년 12월 27일 지정 |      |
|      | 불조역대통재                                                | 서울특별시 종로구     | 서울특별시            | 2022년 12월 27일 지정 |      |
|      | 초조본 유가사지론 권66                                      | 서울특별시 용산구     | 국유                  | 2022년 12월 27일 지정 |      |
|      | 이봉창 의사 선서문                                          | 서울특별시 용산구     | 국유                  | 2022년 12월 27일 지정 |      |
|      | 순천 선암사 일주문                                          | 전라남도 순천시       | 선암사                | 2022년 12월 28일 지정 |      |
|      | 문경 봉암사 봉황문                                          | 경상북도 문경시       | 봉암사                | 2022년 12월 28일 지정 |      |
|      | 구례 천은사 일주문                                          | 전라남도 구례군       | 천은사                | 2022년 12월 28일 지정 |      |
|      | 대구 동화사 봉황문                                          | 대구광역시 동구       | 동화사                | 2022년 12월 28일 지정 |      |
|      | 고성 옥천사 자방루                                          | 경상남도 고성군       | 옥천사                | 2022년 12월 28일 지정 |      |
|      | 상주 대산루                                                 | 경상북도 상주시       | 정춘목                | 2022년 12월 28일 지정 |      |
|      | 성남 봉국사 대광명전                                        | 경기도 성남시         | 봉국사                | 2022년 12월 28일 지정 |      |
|      | 남원 실상사 편운화상탑                                      | 전북특별자치도 남원시 | 실＊＊＊              | 2022년 12월 28일 지정 |      |

### 2023년 지정
| 사진 | 명칭                                          | 소재지                | 관리자 (단체)         | 지정일     | 참조 |
|      | 나신걸 한글편지                               | 대전광역시 유성구     | 대전광역시            | 2023-03-09 |      |
|      | 창녕 관룡사 목조지장보살삼존상 및 시왕상 일괄 | 경상남도 창녕군       | 대한불교조계종 관룡사 | 2023-03-09 |      |
|      | 서울 청룡사 비로자나불 삼신괘불도             | 서울특별시 종로구     | 대한불교조계종 청룡사 | 2023-03-09 |      |
|      | 독서당계회도(2023)                            | 서울특별시 종로구     | 국유                  | 2023-04-28 |      |
|      | 안성 청룡사 금동관음보살좌상                  | 경기도 안성시         | 대한불교조계종 청룡사 | 2023-04-28 |      |
|      | 수능엄경의해 권9~15                           | 부산광역시 금정구     | 허＊＊＊              | 2023-04-28 |      |
|      | 이항복 해서 천자문                            | 서울특별시 용산구     | 국유                  | 2023-04-28 |      |
|      | 조선왕조 어보･어책･교명(2023-1)               | 서울특별시 종로구     | 국유                  | 2023-06-20 |      |
|      | 조선왕조 어보･어책･교명(2023-2)               | 서울특별시 용산구     | 국유                  | 2023-06-20 |      |
|      | 조선왕조 어보･어책･교명(2023-3)               | 서울특별시 성북구     | 고려대학교            | 2023-06-20 |      |
|      | 근묵                                          | 서울특별시 종로구     | 성균관대학교          | 2023-06-20 |      |
|      | 아미타여래구존도                              | 울산광역시 남구       | 울산광역시            | 2023-06-20 |      |
|      | 순천 동화사 목조석가여래삼불좌상              | 전라남도 순천시       | 대한불교조계종 동화사 | 2023-06-20 |      |
|      | 강진 백련사 대웅보전                          | 전라남도 강진군       | 백련사                | 2023-06-26 |      |
|      | 김정희 필 불이선란도                          | 서울특별시 용산구     | 국유                  | 2023-08-24 |      |
|      | 기장 고불사 영산회상도                        | 부산광역시 기장군     | 대한불교조계종 고불사 | 2023-08-24 |      |
|      | 파주 보광사 동종                              | 경기도 파주시         | 대한불교조계종 보광사 | 2023-08-24 |      |
|      | 구례 화엄사 소조사천왕상                      | 전라남도 구례군       | 대한불교조계종 화엄사 | 2023-10-26 |      |
|      | 여수 흥국사 소조사천왕상                      | 전라남도 여수시       | 대한불교조계종 흥국사 | 2023-10-26 |      |
|      | 보은 법주사 소조사천왕상                      | 충청북도 보은군       | 대한불교조계종 법주사 | 2023-10-26 |      |
|      | 김천 직지사 소조사천왕상                      | 경상북도 김천시       | 대한불교조계종 직지사 | 2023-10-26 |      |
|      | 고흥 능가사 목조사천왕상                      | 전라남도 고흥군       | 대한불교조계종 능가사 | 2023-10-26 |      |
|      | 영광 불갑사 목조사천왕상 및 복장전적          | 전라남도 영광군       | 대한불교조계종 불갑사 | 2023-10-26 |      |
|      | 홍천 수타사 소조사천왕상                      | 강원특별자치도 홍천군 | 대한불교조계종 수타사 | 2023-10-26 |      |
|      | 공주 마곡사 소조사천왕상                      | 충청남도 공주시       | 대한불교조계종 마곡사 | 2023-10-26 |      |
|      | 합천 해인사 홍하문                            | 경상남도 합천군       | 해인사                | 2023-11-02 |      |
|      | 함양 용추사 일주문                            | 경상남도 함양군       | 용추사                | 2023-11-02 |      |
|      | 곡성 태안사 일주문                            | 전라남도 곡성군       | 태안사                | 2023-11-02 |      |
|      | 하동 쌍계사 일주문                            | 경상남도 하동군       | 쌍계사                | 2023-11-02 |      |
|      | 달성 용연사 자운문                            | 대구광역시 달성군     | 용연사                | 2023-11-02 |      |
|      | 순천 송광사 조계문                            | 전라남도 순천시       | 송광사                | 2023-11-02 |      |
|      | 청자 음각앵무문 정병                          | 서울특별시 중구       | 이＊＊＊              | 2023-12-26 |      |
|      | 경주 금령총 출토 금제 허리띠                  | 서울특별시 용산구     | 국유                  | 2023-12-26 |      |
|      | 경주 서봉총 출토 금제 허리띠                  | 서울특별시 용산구     | 국유                  | 2023-12-26 |      |
|      | 복재선생집                                    | 경상남도 진주시       | 경＊＊＊              | 2023-12-26 |      |
|      | 안동 선찰사 목조석가여래좌상 및 복장유물      | 경상북도 안동시       | 대한불교조계종 선찰사 | 2023-12-26 |      |

### 2024년 지정
| 사진 | 명칭                                                   | 소재지                | 관리자 (단체)            | 지정일     | 참조 |
|      | 협주석가여래성도기                                     | 서울특별시 송파구     | 이＊＊＊                 | 2024-02-21 |      |
|      | 칠곡 송림사 석조삼장보살좌상 및 목조시왕상 일괄        | 경상북도 칠곡군       | 대한불교조계종 송림사    | 2024-02-21 |      |
|      | 천수원명 청동북                                        | 충청남도 아산시       | (재)구정문화재단         | 2024-02-21 |      |
|      | 금강반야경소론찬요조현록(2024)                         | 부산광역시 강서구     | 재단법인 선학원 수능엄사 | 2024-02-21 |      |
|      | 예념미타도량참법 권6~10                                | 부산광역시 사상구     | 대한불교법화종 선광사    | 2024-02-21 |      |
|      | 예념미타도량참법 권6~10(2024)                          | 경상남도 거제시       | 대한불교조계종 총명사    | 2024-02-21 |      |
|      | 여지도서                                               | 서울특별시 중구       | (재)한국교회사연구소     | 2024-02-21 |      |
|      | 홍천 수타사 대적광전                                   | 강원특별자치도 홍천군 | 대한불교조계종 수타사    | 2024-02-28 |      |
|      | 완주 송광사 금강문                                     | 전북특별자치도 완주군 | 송광사                   | 2024-04-02 |      |
|      | 보은 법주사 천왕문                                     | 충청북도 보은군       | 법주사                   | 2024-04-02 |      |
|      | 양산 통도사 천왕문                                     | 경상남도 양산시       | 통도사                   | 2024-04-02 |      |
|      | 순천 송광사 사천왕문                                   | 전라남도 순천시       | 송광사                   | 2024-04-02 |      |
|      | 구례 화엄사 천왕문                                     | 전라남도 구례군       | 화엄사                   | 2024-04-02 |      |
|      | 영광 불갑사 천왕문                                     | 전라남도 영광군       | 불갑사                   | 2024-04-02 |      |
|      | 포항 보경사 천왕문                                     | 경상북도 포항시       | 보경사                   | 2024-04-02 |      |
|      | 김천 직지사 천왕문                                     | 경상북도 김천시       | 직지사                   | 2024-04-02 |      |
|      | 서산 문수사 극락보전                                   | 충청남도 서산시       | 문수사                   | 2024-04-02 |      |
|      | 김홍도 필 서원아집도 병풍                              | 서울특별시 용산구     | 국유                     | 2024-04-25 |      |
|      | 남원 대복사 동종                                       | 전북특별자치도 남원시 | 대한불교조계종 대복사    | 2024-04-25 |      |
|      | 정선 필 북원수회도첩                                   | 서울특별시 용산구     | 국유                     | 2024-06-28 |      |
|      | 영덕 장륙사 영산회상도                                 | 경상북도 영덕군       | 대한불교조계종 장륙사    | 2024-06-28 |      |
|      | 영덕 장륙사 지장시왕도                                 | 경상북도 영덕군       | 대한불교조계종 장륙사    | 2024-06-28 |      |
|      | 무안 목우암 목조아미타여래삼존상                       | 전라남도 무안군       | 대한불교조계종 목우암    | 2024-06-28 |      |
|      | 고창 문수사 대웅전                                     | 전북특별자치도 고창군 | 문수사                   | 2024-07-17 |      |
|      | 의성 고운사 가운루                                     | 경상북도 의성군       | 고운사                   | 2024-07-17 |      |
|      | 유설경학대장                                           | 서울특별시 종로구     | 성균관대학교             | 2024-08-22 |      |
|      | 권상하 초상                                            | 충청북도 제천시       | 공유                     | 2024-08-22 |      |
|      | 영광 불갑사 목조지장보살삼존상･시왕상 일괄 및 복장유물 | 전라남도 영광군       | 대한불교조계종 불갑사    | 2024-08-22 |      |
|      | 해남 은적사 철조비로자나불좌상                         | 전라남도 해남군       | 대한불교조계종 은적사    | 2024-08-22 |      |
|      | 포항 용계정                                            | 경상북도 포항시       | 여＊＊＊                 | 2024-08-29 |      |
|      | 포항 분옥정                                            | 경상북도 포항시       | 경＊＊＊                 | 2024-08-29 |      |
|      | 포항 보경사 오층석탑                                   | 경상북도 포항시       | 보경사                   | 2024-10-16 |      |

### 내용주
1. ↑  시 홍보자료 등에서는 보물 제2157호로 명시하고 있으나, 문화재 일련번호 폐지 이후에 지정되었기 때문에 공식적으로는 일련번호가 없다.

### 참조주
1. ↑  문화재청, 〈초등학교 문화재 교육 지침서〉, 2003년
2. ↑  김석 (2021년 11월 19일). “문화재 지정번호 없앤다…천연기념물·명승 지정 기준도 구체화”. 《KBS 뉴스》. 2024년 11월 26일에 확인함.

## 참고자료
- 문화재청 - 문화재 검색
- 대한민국 관보 - 2001년 이전 관보
- 문화재청 - 문화재 지정예고